# عنایت‌الله قائمی
عنایت‌الله قائمی سیاست‌مدار ایرانی بود، که در دوره بیست و چهارم مجلس شورای ملی بعنوان نماینده آباده از استان فارس در مجلس شورای ملی حضور داشت.